# イミダゾールジペプチド

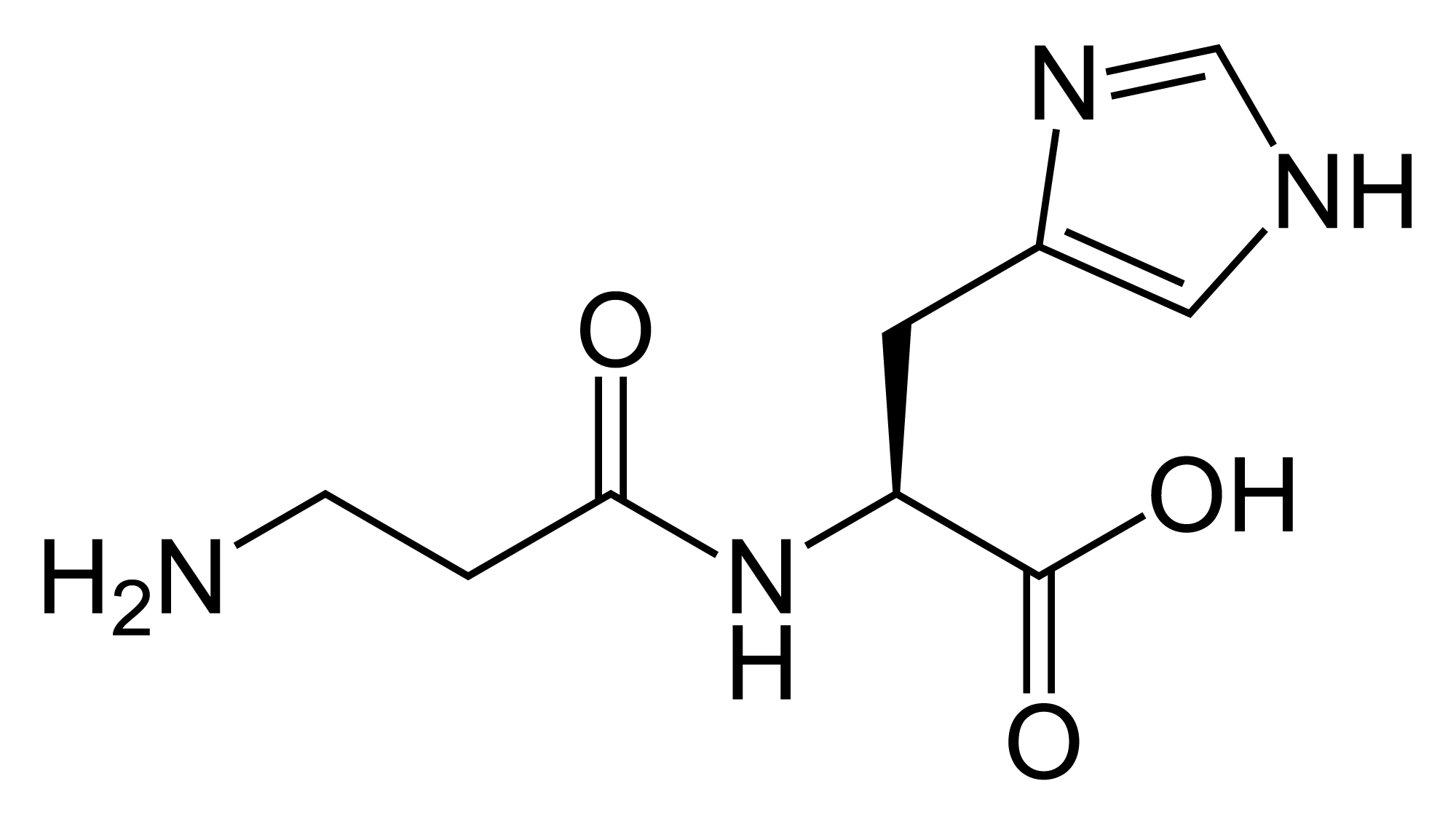
カルノシン

アンセリン

イミダゾールジペプチド (英語: Imidazole dipeptide) は、イミダゾール基を含むアミノ酸のヒスチジンが結合したジペプチドの総称であり、別名、イミダペプチド、イミダゾールペプチドとも呼ばれる。

## 例
イミダゾールジペプチドの例として以下が知られている
- カルノシン - ヒスチジンとβ-アラニンが結合したジペプチド
- アンセリン - メチル化されたヒスチジンとβアラニンが結合したジペプチド
- バレニン - メチル化されたヒスチジンとβアラニンが結合したジペプチド
- ホモカルノシン - ヒスチジンとγ-アミノ酪酸(GABA)が結合したジペプチド[2]

## 存在
種々の動物の骨格筋に広く分布し、特に鳥類の胸肉、マグロやカツオ、鯨等の肉に多く含有されている。特に渡り鳥の羽を動かすための筋肉や、時には時速100㎞もの速度で泳ぎ、また常に泳ぎ回る必要があるマグロの尾びれ部分などには多量に含有される。

## 生理活性
ヒトがカルノシンとアンセリンを摂取すると速やかにアミノ酸に分解され、骨格筋中に移動、カルノシンに再合成されると考えられている。
生理作用としてはカルシウムの体内輸送およびCa2+-ATPアーゼ作用を刺激することが知られている。
ヒトの生体内では、乳酸の分解促進、尿酸量の調節、筋pH低下の緩衝作用、またイミダゾール基により活性酸素を抑える抗酸化作用を持つことが報告されている。また、抗酸化作用に伴い抗疲労効果もある。バレニンとカルノシンには認知症予防作用があるとされる。

## 歴史
- 1900年 カルノシンが牛肉エキスの中から発見される[6]
- 1929年 アンセリンが発見される[7]
- 1988年 Amesらにより抗酸化作用が報告される[6]

## 抗疲労効果
大阪市立大学の研究チームの研究により、その成分には抗疲労効果があることが判明している。実験内容は、イミダペプチド成分を4週間毎日投与後、4時間の自転車こぎ運動を行い、日常生活で起こる肉体疲労の負荷をかけた。イミダペプチド成分の入らない同じ食事を与えた群との比較で、実験終了直後の疲労感で、イミダペプチド成分を摂取しなかった群では、した群の約1.5倍、実験終了4時間後には約2倍の差が出た。これにより、疲労予防のみならず、疲労回復力を高める効果があることが確認された。
また、有効成分であっても経口摂取で効果が出ない物質もあるが、イミダペプチドは、消化吸収過程において2つのアミノ酸に分解され、体中で再合成される。ヒトの場合、脳細胞、筋肉などの消耗の著しい部位に、イミダペプチド合成酵素が豊富に存在するため、酸素消費が多く発生する部位で、ピンポイント的にイミダペプチドが再合成されやすく、効果が発現しやすい。このため、抗酸化作用が他の抗酸化物質よりも優れる特徴を持つ。